# 龔濟洲
龔濟洲（1926年8月19日—2011年11月9日），陝西洵陽人，臺灣屏東縣屏東市寶德銀樓負責人、陝西省旬陽縣曉秦中學創辦者。

## 生平

### 從商
1926年，農曆九月廿五，龔濟洲出生於陝西省洵陽縣（今旬陽縣）棕溪鎮獅子岩村的貧苦農戶。九歲入學，卻因家境貧寒被迫輟學，由教師安排為校工。1944年，代父參加安康機場擴建。

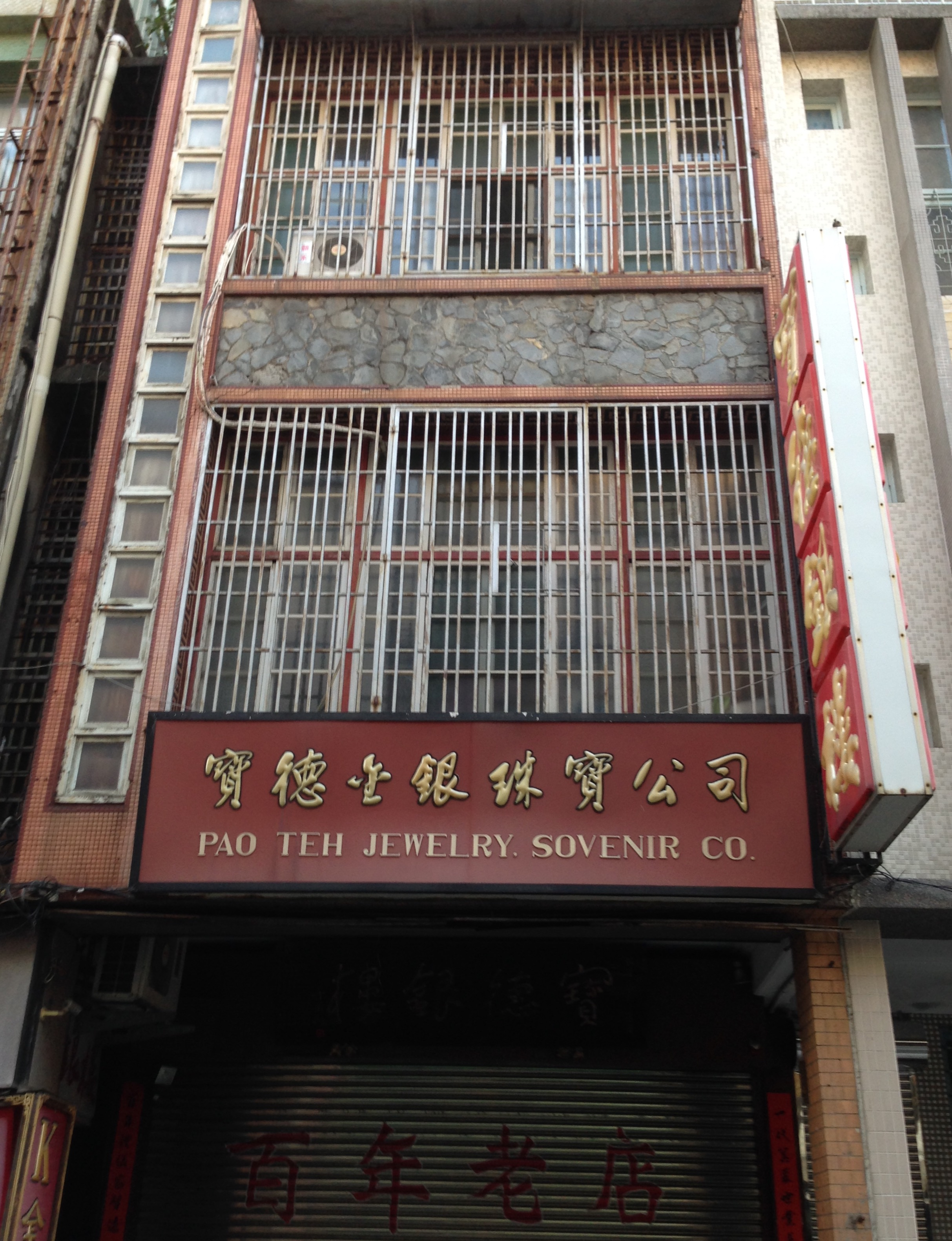
寶德銀樓

1949年，擔任中華民國空軍第十一大隊財務士的龔濟洲，從西安飛抵台灣，在屏東市寶德銀樓以黃金兌換錢時，認識該銀樓老闆鄭潘邦的女兒鄭月雲，心生愛慕，之後向其傾吐愛慕，卻被鄭男以不會台灣閩南語為由回絕。龔男即向福建籍友人學閩南話，三個月後就能溝通，與鄭女在1950年4月結儷，育五女一男。
1957年龔濟洲退伍，與妻子協力開創黃金珠寶藝品商務。在他們的經營下，業績茁壯，寶德銀樓改建。1976年，他當選屏東銀樓商業工會理事長。
1975年某一天早，龔濟洲因在屏東公園目睹有人上吊，遂聯繫醫界友人共同創立屏東縣生命線，一同做自殺防治工作，自己擔任義工，女兒龔秦屏做行政人員，第一屆理事長由張博雅擔任。
龔濟洲也是台灣省旬陽同鄉會會長、屏東陝西同鄉會會長，長期為在臺灣的同鄉尋找親人、辦理居住手續、辦理遺物送交親人等事。

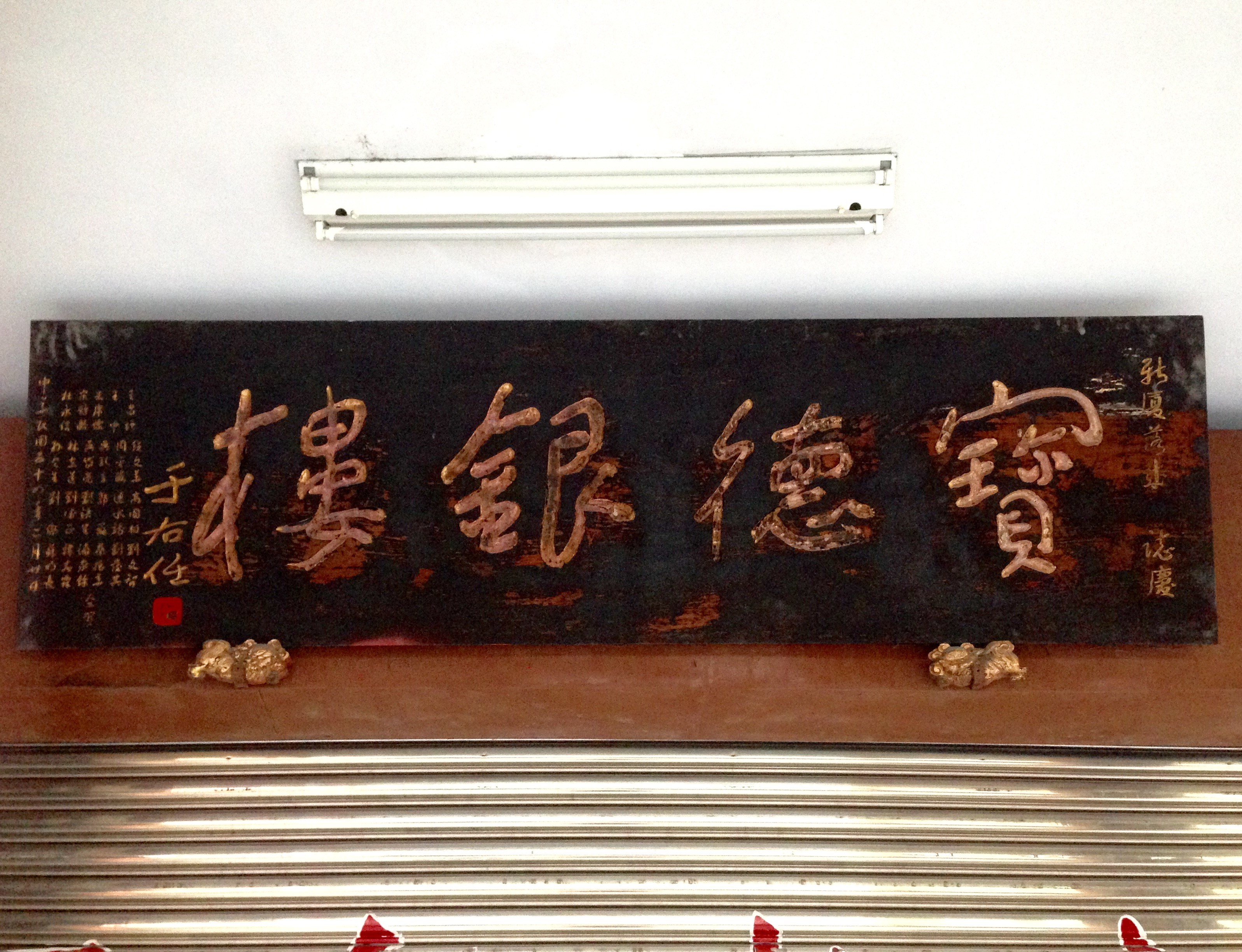
寶德銀樓匾額為于右任所题。

### 建校
1984年，龔濟洲從香港繞道首次返鄉後，每隔幾年回來一次。當地棕溪鎮的小學簡陋，政府官員和親友遂請他捐錢蓋校。他回到屏東就召開家庭會議，女兒龔曉秦率先表示答應捐一年薪水，但一個月後，她因車禍離世。龔濟洲因此決心向家鄉建校提供捐助，並將意願告知旬陽縣縣長高懷德。
當初，長沙鄉建一個新學校大約需人民幣80萬元，縣區鄉三級出三分之一、龔濟洲則允提供三分之二。但開始新建新學校，就漲價到120萬元，於是他和其他在臺灣的同鄉一起籌措，如瞿維剛捐款30萬元建該校的實驗樓。1995年9月19日，新學校舉行落成典禮，其名稱由高懷德提議以紀念龔曉秦，原商定名稱“旬陽縣長沙鄉曉秦中學”，後因機構調整，改為“曉秦初級中學”。
龔濟洲也為旬陽籍清貧學生提供資助，以屏東陝西同鄉會名義，每年5000元人民幣資助旬陽中學考上大學的五名學子、3600元鼓勵曉秦初級中學六名學生。他曾對曉秦中學校長向長峰說自己一生有三件得意，第一件是娶鄭月雲為妻；第二是在臺灣創立國際生命線；第三件為最得意之事，為故鄉建起曉秦中學。
2011年11月9日，去世。

## 軼事
龔濟洲當上銀樓老闆後，某年春節去三地門鄉旅遊，採集到一株四彩靈芝草，並請植物學家鑑定，據說一株足值四萬元。消息傳出轟動一時，聞訊前往龔宅參觀者絡繹不絕。
龔濟洲第一次來曉秦中學，見到第一任向長峰將鑰匙裝於口袋，下一次拜會時就贈後者一個能掛鑰匙的皮帶扣。

## 家庭
長女龔秦屏，任寶德銀樓金銀珠寶藝品公司董事長、海峽兩岸商業協調會常務理事、屏東縣陝西同鄉會常務理事等。長子龔永華，紐約大學碩士畢業，美國經商。次女龔莉華，遠嫁澳洲布里斯本。三女龔鉑華，寶德銀樓金銀珠寶藝品公司經理，長期擔任社區學校導護義工。四女龔翠華，任曾中華民國駐日、美大使館。五女龔曉秦，任臺灣屏東第一信用合作社助理，因車禍逝世。
2010年11月20日，屏東縣第十屆婚姻節暨十大模範夫妻表揚慶祝大會在萬丹國中活動中心舉行，結婚一甲子的龔濟洲夫妻將象徵婚姻的心形，傳承給上週末剛結婚最年輕的陳泳翰、陳語綺夫婦。龔濟洲說相差5歲的妻子是他認識的第一位台灣女人，乃得來不易的千里姻緣。